# Kyōko Koizumi
Pour les articles homonymes, voir Koizumi (homonymie).
Kyōko Koizumi (小泉今日子, Koizumi Kyōko), née le 4 février 1966 à Atsugi (Kanagawa, Japon), également surnommée Kyon-Kyon, est une chanteuse et actrice japonaise.

## Biographie
Kyōko Koizumi débute en 1981 en tant que chanteuse-idole avec un grand succès. Elle épouse l'acteur Masatoshi Nagase en 1995 mais divorce en 2004. Dans les années 2000, elle ralentit considérablement sa carrière de chanteuse. À l'écran, elle est notamment connue en Occident pour les rôles de la tueuse en série du premier des films de la série des Odoru daisosasen (Bayside Shakedown: The Movie), de la sorcière de Onmyōji, de la publicitaire de Survive Style 5+, et des mères de famille de Tokyo Sonata et Shokuzai.

## Discographie

### Bandes originales de film
- Boku no Onna ni Te wo Dasuna (ボクの女に手を出すな) (OST) - 1987
- Kaitou Ruby (快盗ルビイ) (OST) - 1988

## Filmographie

### Films
- 1984 : Seito shokun
- 1986 : Boku no onna ni te wo dasuna
- 1988 : Kaitou Ruby
- 1992 : Yamai wa ki kara Byouin e ikou 2
- 1997 : Niji wo tsukamu otoko -nangoku funto hen-
- 1997 : Odoru daisousasen: The Movie (aka Bayside Shakedown: The Movie)
- 1999 : Kyohansha
- 2000 : Kaza-hana (風花) de Shinji Sōmai : Yuriko Tomita
- 2001 : Aoi Haru / Blue Spring
- 2001 : Onmyoji
- 2003 : Rockers
- 2005 : Survive Style 5+
- 2005 : Kûchû Teien / The Hanging Garden
- 2005 : Yuki ni Negau Koto / What the Snow Brings
- 2006 : Nada Sou Sou
- 2008 : Gū-Gū Datte Neko de aru
- 2008 : Tokyo Sonata (トウキョウソナタ, Tōkyō Sonata) de Kiyoshi Kurosawa
- 2012 : Shokuzai de Kiyoshi Kurosawa : Asako Adachi, la mère de la petite Emili (prénom japonais)
- 2013 : Real de Kiyoshi Kurosawa
- 2017 : Avant que nous disparaissions de Kiyoshi Kurosawa : un docteur

### Séries et téléfilms
- Shokuzai (贖罪?) (mini-série en cinq épisodes, WOWOW, 2012) : Asako Adachi, la mère de la petite Emili (prénom japonais)
- Hatachi no Koibito (TBS, 2007)
- Sailor Fuku to Kikanju (TBS, 2006)
- Yasashii Jikan (Fuji TV, 2005, ep9)
- Kawa, Itsuka Umi e (NHK, 2003)
- Manhattan Love Story (TBS, 2003)
- Suika (NTV, 2003)
- Shiritsu Tantei Hama Mike (NTV, 2002)
- Koi wo Nannen Yasundemasu ka (TBS, 2001)
- Ren'ai Kekkon no Rule (Fuji TV, 1999)
- Kamisan Nanka Kowakunai (TBS, 1998)
- Owari no Nai Dowa (TBS, 1998)
- Melody (TBS, 1997)
- Mada Koi wa Hajimaranai (Fuji TV, 1995)
- Boku ga Kanojo ni, Shakkin wo Shita Riyuu (TBS, 1994)
- Chance (Fuji TV, 1993)
- Ai Suru to iu Koto (TBS, 1993))
- Anata dake Mienai (Fuji TV, 1992)
- Papa to Nacchan (TBS, 1991)
- Aishiatterukai (Fuji TV, 1989)
- Ashita wa Atashi no Kaze ga Fuku (1989, NTV)
- Hanayome Ningyō wa Nemuranai (1986, TBS)
- Shōjo ni Nani ga Okotta ka (1985, TBS)
- Ato wa Neru Dake (1983, TV Asahi)
- Anmitsu Hime (Fuji TV, 1983)
- Toge no Gunzō (NHK, 1982)